# Dhia Hadi Mahmoud Al-Dabbass
Dhia Hadi Mahmoud Al-Dabbass (arabisch ضياء هادي محمود الدباس, DMG Ḍiyāʾ Hādī Maḥmūd ad-Dabbās; geboren am 1. Juli 1953 in Bagdad) war von 2016 bis 2021 Außerordentlicher und Bevollmächtigter Botschafter der Republik Irak in Deutschland.

## Leben
Nach der Schulausbildung studierte Al-Dabbass an der Universität Bagdad Mechanik und erwarb 1977 das Höhere Diplom. Anschließend zog er nach Sarajewo und studierte an der Universität Sarajewo Metallurgie, was er 1983 erfolgreich beenden konnte. Aufgrund der Balkan-Kriege flüchtete der Iraker nach Österreich, wo er an der Universität Wien Germanistik studierte und 1985 ein entsprechendes Diplom ablegen konnte. Er blieb bis zum Jahr 2004 in Wien wohnen.
Die umfassende Ausbildung befähigte Al-Dabbass schließlich zu einer politisch-diplomatischen Laufbahn. Er wurde 1983 zum Vorsitzenden der irakischen Menschenrechts-Organisation in Österreich gewählt und blieb in diesem Amt bis zum Jahr 1990. Danach wurde Al-Dabbass Repräsentant des Obersten Islamischen Rates im Irak für Österreich und Deutschland und arbeitete hier bis 2003. Ab November 2004 übernahm er das Amt des Irakischen Botschafters in der Tschechischen Republik und blieb dort bis April 2010. Von September 2011 bis Mai 2013 war er Leiter der Abteilung für die Arabischen Staaten im Irakischen Außenministerium und wurde zugleich zum Botschafter ernannt.
Die irakische Regierung berief ihn im Mai 2013 zum Außerordentlichen und Bevollmächtigten Botschafter in Ägypten. Im Juni 2016 wurde er zusätzlich Repräsentant der Republik Irak für die Arabische Liga.
Ab dem zweiten Halbjahr 2016 bis 2021 war Al-Dabbass Botschafter seines Landes in Deutschland und leitete die entsprechende Einrichtung in Berlin. Am 13. Dezember 2016 fand der Empfang beim deutschen Bundespräsidenten mit Übergabe seines Beglaubigungsschreibens statt. Hussain M. Fadhlalla Alkhateeb war sein Vorgänger in diesem Amt, Lukman Abdulraheem A. Al-Faily folgte ihm nach. 
Außerdem gehörte er, zusammen mit allen arabischen Botschaftern in Deutschland, dem Beirat der Arabischen Liga in Deutschland an.

## Privates
Dhia Hadi Mahmoud Al-Dabbass ist verheiratet mit Frau Souhad Al-Dabbass, zusammen haben sie zwei Kinder.
Er beherrscht die Fremdsprachen serbokroatisch, deutsch und englisch.